# 杏林醫院 (電影)
《杏林醫院》是一部於2020年上映的臺灣恐怖、驚悚、懸疑片。主演為林柏宏、太保、朱芷瑩、徐立期、洪曉蕾，主題曲由鄧福如演唱。電影於2020年12月31日在臺灣上映。

## 劇情
台南一所廢棄許久的醫院-杏林醫院，出現兩位尋親之人，由台南最負盛名的法師及兒子帶隊，義無反顧的前往，卻不知道前面有前所未見的危險正等待著他們。

## 演員
| 演員   | 角色   | 備註       |
| 林柏宏 | 阿宏   | 道士之子   |
| 太保   | 道士   |            |
| 朱芷瑩 | 孟妙婷 | 護理師     |
| 徐立期 | 蘇曉鈴 | 女主角     |
| 洪曉蕾 | 鬼王   |            |
| 楊童華 | 孟妙如 | 護理師之妹 |
| 古斌   | 宏昇   | 曉鈴老公   |
| 林彥君 | 彥君   | 主持人     |

## 製作
導演朱家麟2016年籌措資金時因與片商在女主角問上想法與意見有出入，以致於投資人只願意投資1,500萬元，導演則自費1,500萬元，合計3,000萬元才得以開始拍攝電影。電影的取材地點為台南市杏林醫院。

## 發行
《杏林醫院》上映途中歷經剪輯困難、2019冠狀病毒病而多次檔期延期後，最終預計於2020年12月31日在臺灣上映。

### 評價
該片獲得相當負面的評價，根據網路電影資料庫(IMDb)上237位用戶的評分，該片平均得分僅2.9分(滿分10分)。

## 外部連結
- 開眼電影網上《杏林醫院》的資料（繁體中文）
- Yahoo奇摩電影上《杏林醫院》的資料（繁體中文）
- 台灣電影網上《杏林醫院》的資料（繁體中文）